# Кастеллуччо-Суперіоре
Кастеллуччо-Суперіоре (італ. Castelluccio Superiore) — муніципалітет в Італії, у регіоні Базиліката, провінція Потенца.
Кастеллуччо-Суперіоре розташоване на відстані близько 360 км на південний схід від Рима, 75 км на південь від Потенци.
Населення — 833 особи (2014).

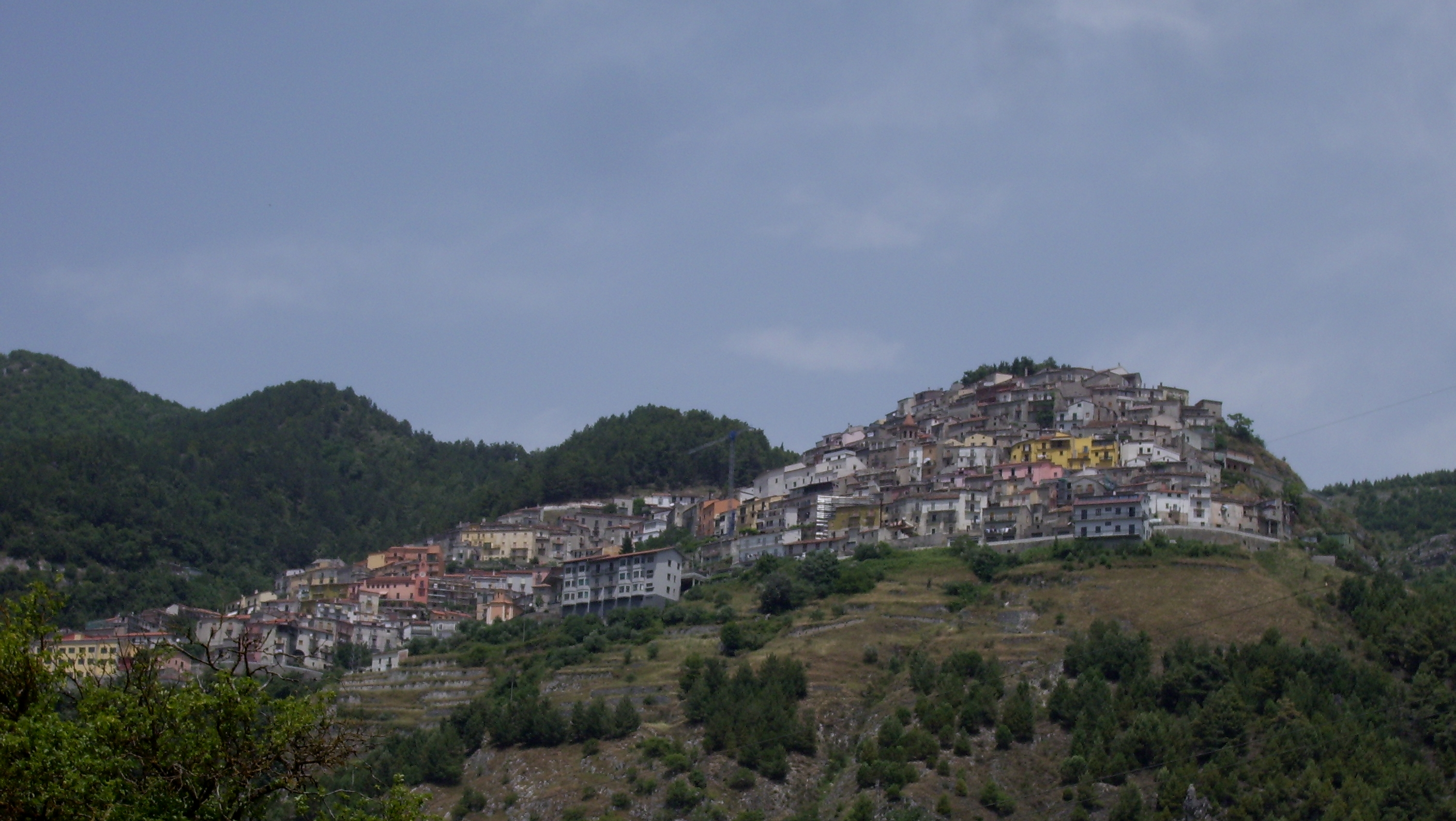

Щорічний фестиваль відбувається 20 липня. Покровитель — Santa Margherita di Antiochia.

## Демографія
Населення за роками:

Станом на 1 січня 2023 року в муніципалітеті офіційно проживало 5 іноземців з 2 країн, серед них 4 громадяни країн Євросоюзу та 1 громадянин України.

## Сусідні муніципалітети
- Кастеллуччо-Інферіоре
- Лаїно-Борго
- Латроніко
- Лаурія